# Gedenkstätte bei Bokel

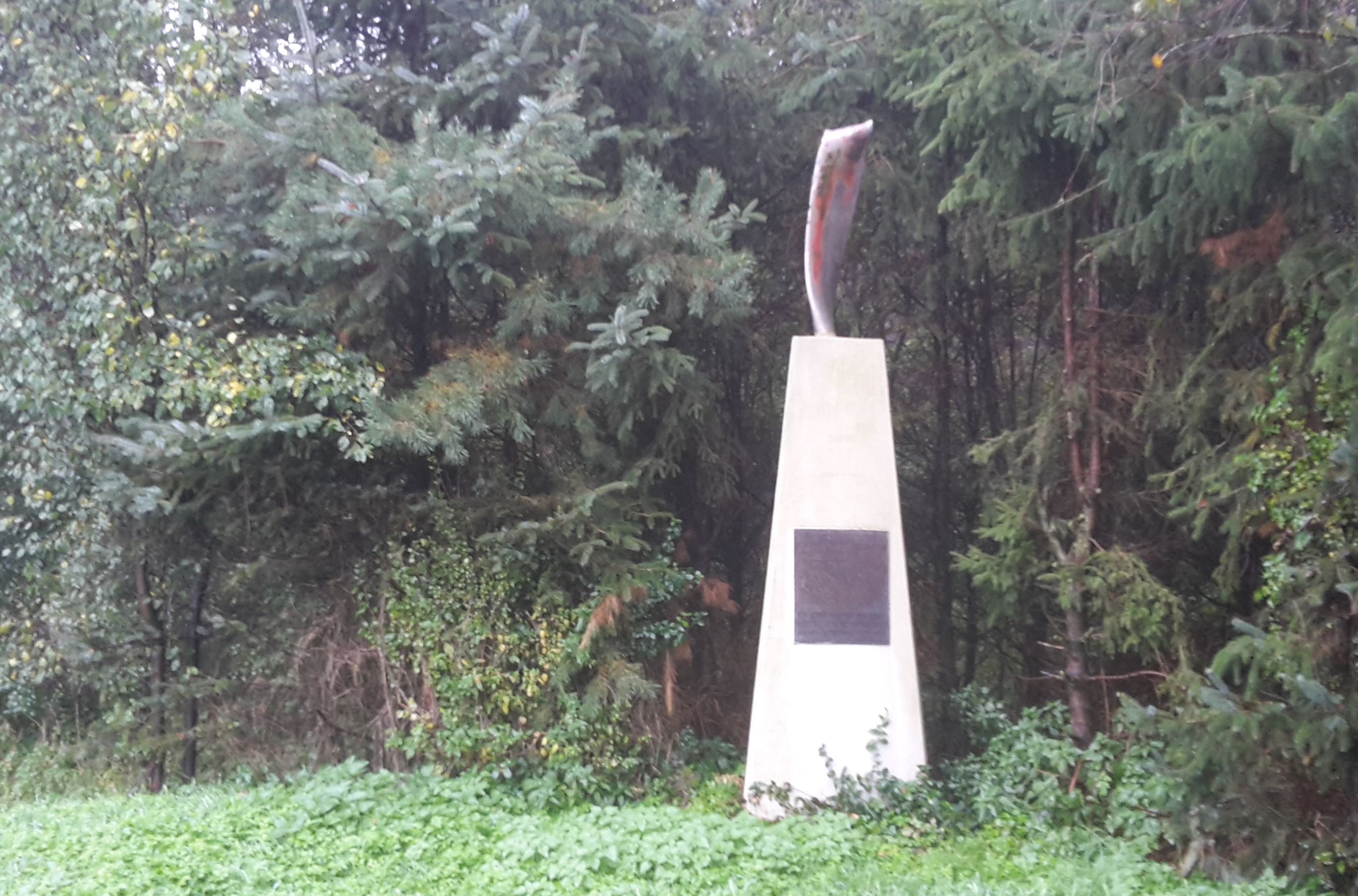
Gedenkstätte bei Bokel als Fliegerdenkmal

Die Gedenkstätte bei Bokel erinnert an drei Soldaten, die beim Absturz einer Messerschmitt Me 110 während des Zweiten Weltkrieges ums Leben kamen. Die 1997 eingerichtete Gedenkstätte befindet sich nahe dem Ort Bokel, an der Kreisstraße 45 im Kreis Rendsburg-Eckernförde in Schleswig-Holstein.

## Denkmal

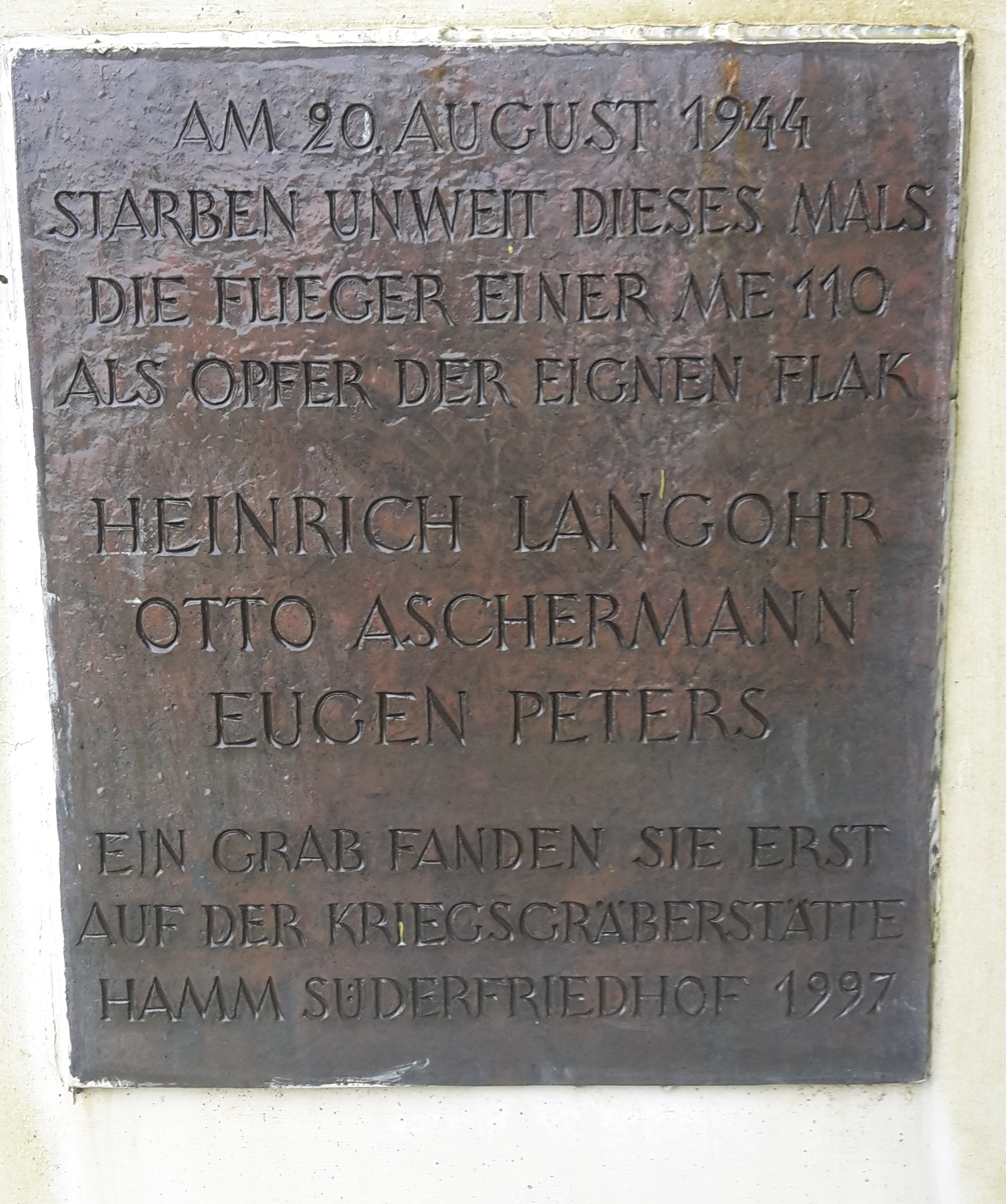
Tafel an der Gedenkstätte

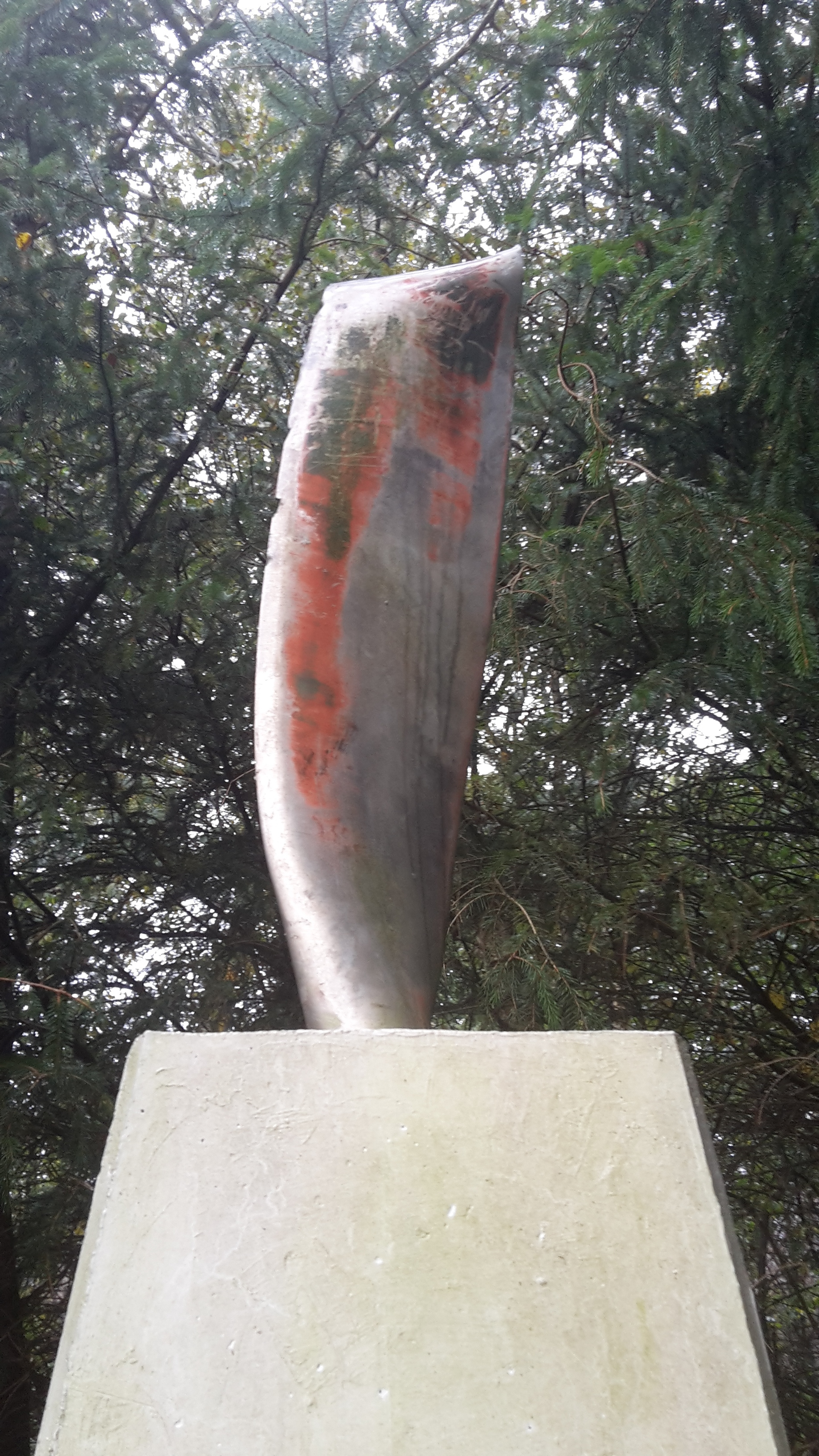
Detail: Propellerflügel der Unfallmaschine

Die Gedenkstätte wurde von dem in der Nähe lebenden Bildhauer Manfred Sihle-Wissel entworfen und besteht aus einem etwa zweieinhalb Meter hohen Betonsockel, auf dem sich der Flügel eines Propellers der Me 110 befindet und an dem eine Tafel mit folgender Inschrift befestigt ist:
AM 20. AUGUST 1944

STARBEN UNWEIT DIESES MALS

DIE FLIEGER EINER ME 110

ALS OPFER DER EIGNEN FLAK

HEINRICH LANGOHR

OTTO ASCHERMANN

EUGEN PETERS

EIN GRAB FANDEN SIE ERST

AUF DER KRIEGSGRÄBERSTÄTTE

HAMM SÜDERFRIEDHOF 1997

## Geschichte
Nur wenige Minuten nach ihrem Start am 20. August 1944 vom Flugplatz Schleswig-Jagel stürzte die Messerschmitt Me 110 G-4 bei einem Übungsflug um 02:30 Uhr durch den irrtümlichen Abschuss von der eigenen Marineflak in der Nähe von Bokel auf einem Feld ab. Beim Aufschlag bohrte sich die Maschine etwa vier bis fünf Meter tief in den moorigen Boden, ein Propeller wurde vom Bergungstrupp 100 Meter entfernt in einer Wiese steckend gefunden.
Eine Bergung des Wracks und der Toten wurde nach dem Absturz nicht vorgenommen, sondern die Absturzstelle schon kurz nach dem Unfall mit Sand zugeschüttet. Polizei und Wehrmacht wollten so unliebsame Nachforschungen zur Unfallursache verhindern. Die leeren Särge wurden mit Erdreich gefüllt und Scheinbeerdigungen mit allen militärischen Ehren in den Heimatorten der Gefallenen durchgeführt. Den Angehörigen war zuvor verwehrt worden, in die Särge zu schauen.
1997 stieß ein Landwirt beim Pflügen auf die Überreste der Maschine. Am 8. Februar 1997 wurden bei der Bergung des Flugzeugwracks die Gebeine der Besatzungsmitglieder geborgen. Recherchen des Norddeutschen Rundfunks, der Deutschen Dienststelle in Berlin und des Volksbundes Deutsche Kriegsgräberfürsorge ergaben, dass die Me 110 in der Nacht des 20. August 1944 zweifelsfrei durch die eigene Luftabwehr abgeschossen worden war. Am 21. Mai 1997 wurden die Überreste der drei Flieger in einem gemeinsamen Grab auf der Kriegsgräberstätte Südenfriedhof in Hamm, Block 1, Reihe 2, Grab 128 (Koordinaten: 51° 40′ 12,8″ N, 7° 49′ 54,4″ O) beigesetzt, wo schon 1944 einer der Gefallenen angeblich beigesetzt wurde, dessen Angehörige über fünf Jahrzehnte unbewusst eine leere Grabstätte besucht hatten. Die Gedenkstätte bei Bokel wurde 1997 errichtet.

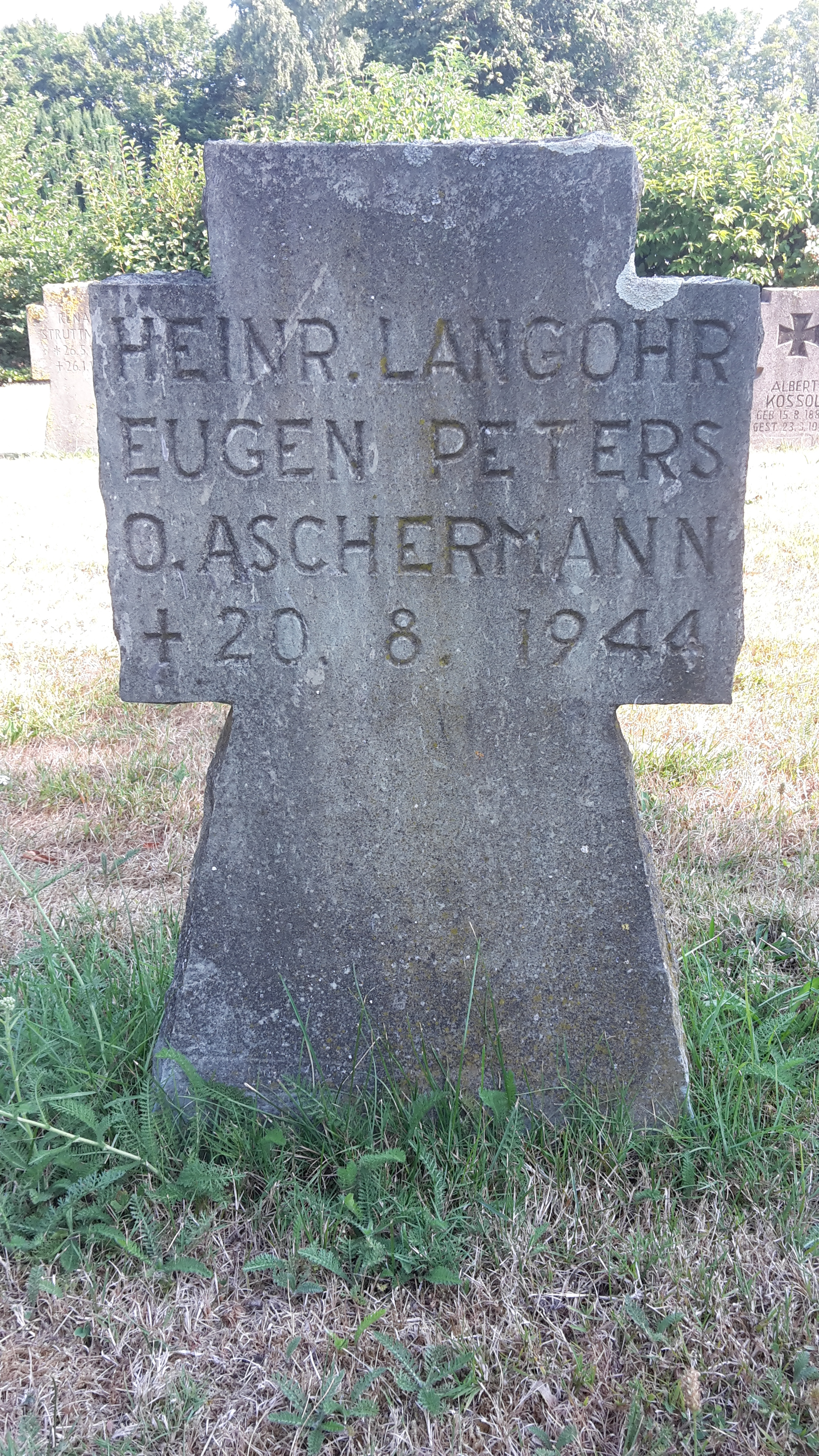
Grabstein auf dem Südenfriedhof in Hamm